# Wilnsdorf
Wilnsdorf – gmina w Niemczech, w kraju związkowym Nadrenia Północna-Westfalia, w rejencji Arnsberg, w powiecie Siegen-Wittgenstein.

## Współpraca
Miejscowość partnerska:
- Steinbach-Hallenberg, Turyngia